# Die Sache mit B.
Die Sache mit B. ist eine Erzählung des deutschen Schriftstellers Hans Joachim Schädlich. Sie wurde 1992 veröffentlicht und noch im selben Jahr mit der Johannes-Bobrowski-Medaille ausgezeichnet. In einer distanzierten Erzählweise beschreibt Schädlich das Verhältnis zu seinem älteren Bruder Karlheinz Schädlich, der über den jüngeren Bruder jahrelang als Inoffizieller Mitarbeiter für das Ministerium für Staatssicherheit der DDR Informationen gesammelt hatte, was erst nach der deutschen Wiedervereinigung bei Schädlichs Einsicht in die Stasi-Unterlagen beim Bundesbeauftragten (BStU) offenbar wurde.

## Inhalt
Der Erzähler berichtet über seine Beziehung zu seinem vier Jahre älteren Bruder, den er bloß „B.“ nennt, nicht „der B.“, weil dies zu sehr nach einem polizeilichen Protokoll klinge. Er macht sich Sorgen, dass er die Geschichte nur unvollständig erzählen könne und ob sie sich überhaupt lohne. Immer wieder unterbricht er den Bericht mit Fragen des Erzählens, etwa ob Zeitangaben nötig wären oder die chronologische Reihenfolge einzuhalten sei. Dabei bleibt ihm seine Geschichte zu stark in der Wirklichkeit verhaftet.
Der Erzähler wächst im Schatten seines älteren Bruders auf, der ihm von den Eltern vorgezogen wird und dem Jüngeren stets vier Jahre voraus hat. Dennoch ist der Erzähler stolz auf seinen Bruder. Der Ältere bringt dem Jüngeren vieles bei, nicht ohne darauf zu achten, seinen Vorsprung jederzeit beizubehalten. Die Ordnung der Brüder bleibt so lange gewahrt, bis der Erzähler erste literarische Arbeiten vorlegt, worauf sich Einheimische und Auswärtige für ihn zu interessieren beginnen.
Der Unterschied zwischen „Einheimischen“ und „Auswärtigen“ wird erklärt: beide trennt eine Grenze, die die Einheimischen nicht überqueren können. Von beiden Seiten gesehen befinden sich der Erzähler und die anderen Einheimischen „hinter der Grenze“. Schriftsteller von jenseits der Grenze besuchen den Erzähler. Unter dem Argwohn der „geheimen staatlichen Polizei“ kommt es zu Treffen im Land, denen auch der ältere Bruder beiwohnt. Dieser muss sich als Mitglied der herrschenden Partei für die Zusammenkünfte rechtfertigen und wird schließlich aus der Partei ausgeschlossen. Erleichtert berichtet er dem jüngeren Bruder, dass fortan seinen Besuchen nichts mehr im Wege stehe. Als das erste Buch des Erzählers jenseits der Grenze erscheint, wird ihm in seiner Heimat Gefängnis angedroht, doch schließlich die Ausreise genehmigt. Den persönlichen Kontakt zum älteren Bruder kann er nur noch auf gelegentlichen Treffen in Drittländern aufrechterhalten.
Nachdem die Grenze gefallen ist, kehrt der Erzähler erstmals wieder heim. Aus Aufzeichnungen erfährt er, dass sein älterer Bruder regelmäßig bei der Staatspolizei über ihn berichtet hat, auch von den privaten Treffen nach seiner Ausreise. Als er den Bruder zur Rede stellt, verkehren sich die früheren Rollen. Nun fragt der Ältere den Jüngeren um Rat, da dieser nicht der einzige sei, über den er berichtet habe. Auf die Forderung des Jüngeren hin ruft er die anderen Betroffenen an und gesteht ihnen seine Taten. Damit schließt der Erzähler seinen Bericht. Noch einmal betont er, dass er die Geschichte nur unvollständig berichten könne, und sie habe auch kein Ende.

## Hintergrund und Entstehungsgeschichte
Hans Joachim Schädlichs Bruder Karlheinz Schädlich war von 1975 an unter dem Decknamen „IM Schäfer“ inoffizieller Mitarbeiter des Ministeriums für Staatssicherheit der DDR. In dieser Funktion berichtete er über seinen regimekritischen Bekanntenkreis und auch über seinen Bruder Hans Joachim, gegen den von Seiten des MfS seit 1976 ein Operativer Vorgang unter dem Namen „Schädling“ lief. Als Hans Joachim seinen Bruder mit anderen Schriftstellern wie Günter Grass bekannt machte, sammelte Karlheinz auch über diese Informationen. Noch nach der Übersiedlung seines Bruders 1977 in die Bundesrepublik berichtete Karlheinz Schädlich der Staatssicherheit von den gemeinsamen Treffen in Budapest, Prag und West-Berlin. 1979 erhielt er aus der Hand Erich Mielkes die Verdienstmedaille der Nationalen Volksarmee in Bronze. Seine Zusammenarbeit mit der Staatssicherheit endete erst im Dezember 1989, einen Monat nach dem Fall der Mauer, wegen „Perspektivlosigkeit“.
Kurz nachdem die Gauck-Behörde eingerichtet worden war, nahm Hans Joachim Schädlich gemeinsam mit Jürgen Fuchs, Katja Havemann, Ulrike und Gerd Poppe sowie weiteren DDR-Bürgerrechtlern Anfang 1992 Einsicht in seine Stasi-Akte. Die Reaktion darauf, dass Schädlich Aufzeichnungen seines Bruders über sich fand, beschrieb er: „Ich bin raus gegangen und nach Hause gefahren. Da war ich noch fassungslos. Einfach fassungslos. Ich habe selten so eine Fassungslosigkeit an mir bemerkt, wie in dieser Stunde.“ Nachdem er seinen Bruder mit dem Fund konfrontiert hatte, räumte dieser seine Spionagetätigkeit ein. Laut Schädlich war sein Bruder gleichermaßen verstört, dass seine Taten plötzlich ans Licht kamen, wie dass er sie begangen hatte. Auf seinen Bruder sei von Seiten der Staatssicherheit Druck ausgeübt worden, dem er nicht standgehalten habe. Statt die möglichen Nachteile einer Verweigerung in Kauf zu nehmen, habe er seinen Bruder verraten, wozu Schädlich urteilte: „Niemand war gezwungen, das zu tun.“

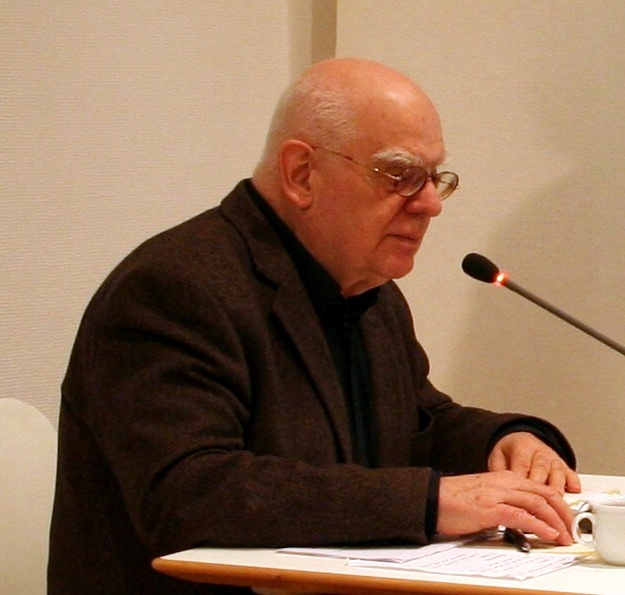
Hans Joachim Schädlich im Jahr 2010

Noch im selben Jahr der Akteneinsicht verfasste Schädlich die Erzählung Die Sache mit B. Der veröffentlichten Fassung ging eine Version voraus, die laut Schädlich „auch noch belastet mit meinen Emotionen“ gewesen sei. Schließlich habe er entschieden, seine Emotionen als Beteiligter völlig aus der Erzählung herauszuhalten, und sich damit wieder dem Stil seines Erstlings Versuchte Nähe angenähert. Schädlich erklärte: „eine Beschreibung von etwas soll nicht Gefühle des Beschreibers beschreiben, sondern besser, durch die Beschreibung Gefühle von Lesern wecken.“
Mit der Erzählung schloss Hans Joachim Schädlich das Thema für sich ab: „Was ich dazu zu sagen hatte, habe ich in meinem Text Die Sache mit B. gesagt, und was mein Bruder dazu zu sagen hat, hat er gesagt, indem er nichts gesagt hat. Erledigt. Für mich.“ Der Kontakt zwischen den beiden Brüdern brach ab, doch vom Schluss der Erzählung ausgehend erklärte Schädlich: „Ein Ende hat die Erzählung auch nicht. – Das Ende ist offen solange wir leben.“ Am 16. Dezember 2007 erschoss sich sein Bruder Karlheinz Schädlich, was von den Behörden als Bilanzsuizid eingeordnet wurde. 2009 veröffentlichte Susanne Schädlich, eine Tochter Hans Joachim Schädlichs, ihre autobiografische Erinnerung Immer wieder Dezember. Der Westen, die Stasi, der Onkel und ich, in der sie ihre eigene Biografie, die Geschichte ihrer Familie und ihres Onkels noch einmal aufrollt.

## Stil
Die Sache mit B. ist in einer lakonischen, kargen Sprache erzählt, der Stil distanziert und gedrängt. Die Reserviertheit des Ich-Erzählers zeigt laut Franz Huberth den Abstand zur eigenen Vergangenheit, wie sich in ihm auch ein distanziertes Erleben in der DDR und eine Ferne zu deren staatlichen Institutionen ausdrücke. Durch die Kindheitsgeschichte, in kindlicher Naivität beschrieben, werde dem Leser eine Identifikation geboten und gleichzeitig eine dramaturgische Fallhöhe für den späteren Verrat aufgebaut.
Die bewusst allgemein und unbestimmt gehaltenen Zeit- und Ortsangaben versuchen die Geschichte auf die Ebene einer Fabel zu heben. Doch der Erzähler beklagt, dass eine vollständige Lösung von der eigenen Autobiografie nicht gelinge; mehrfach offenbart er seine Hilflosigkeit im Umgang mit den biografischen Fakten. Im Erzählfluss wird immer wieder die chronologische Ordnung durchbrochen oder auf die Ebene des Erzählers gewechselt, seine erzähltheoretischen Probleme mit Vollständigkeit, Zeitangaben und der eigenen Beobachterrolle offengelegt. Durch diese distanzierenden Maßnahmen verhindere Schädlich laut Huberth, „dass eine lineare Abfolge von glücklicher Kindheit, betrogenem Leben und später Enttäuschung zu einem trivialen Rührstück gerät.“

## Interpretation

### Geheimdienstliche Methoden
Der erste Satz der Erzählung lautet: „Die Sache mit B. kann ich nicht vollständig erzählen, denn ich war nicht die ganze Zeit dabei.“ Bereits dieser Einstieg spiegelt in mehrfacher Form die Thematik der geheimdienstlichen Überwachung: Deren Ziel ist stets die Vollständigkeit der Information. Der Betroffene, das Ziel der Beobachtung, bleibt von den Informationen ausgeschlossen. Eine Lebensgeschichte wird zur „Sache“ entpersonalisiert, der Mensch durch sein Kürzel anonymisiert. Dabei könnte „B.“ gleichermaßen für einen Namen, für „Bruder“ oder „Beobachter“ stehen. Der Erzähler stellt dem neutralen Kürzel keinen Artikel voran, um sich von der Sprache in den Akten zu distanzieren. Eine vertraute Anrede scheint nach dem Verrat allerdings nicht mehr möglich.
Immer wieder spielt der Text mit Andeutungen von Informationen und ihrem Verschweigen. Mit wachsender Erkenntnis nehmen die Umbewertungen der Erlebnisse zu. Freundlichkeiten, Hilfestellungen und Treffen verlieren aus einer nachträglichen Sicht ihre Unschuld und summieren sich zu Beweisen der Bespitzelung. Dabei entlarvt sich in den berichteten Lappalien wie im einfachen, beiläufig berichtenden Stil die überzogene Hysterie der Überwacher.

### Biblische Anspielungen

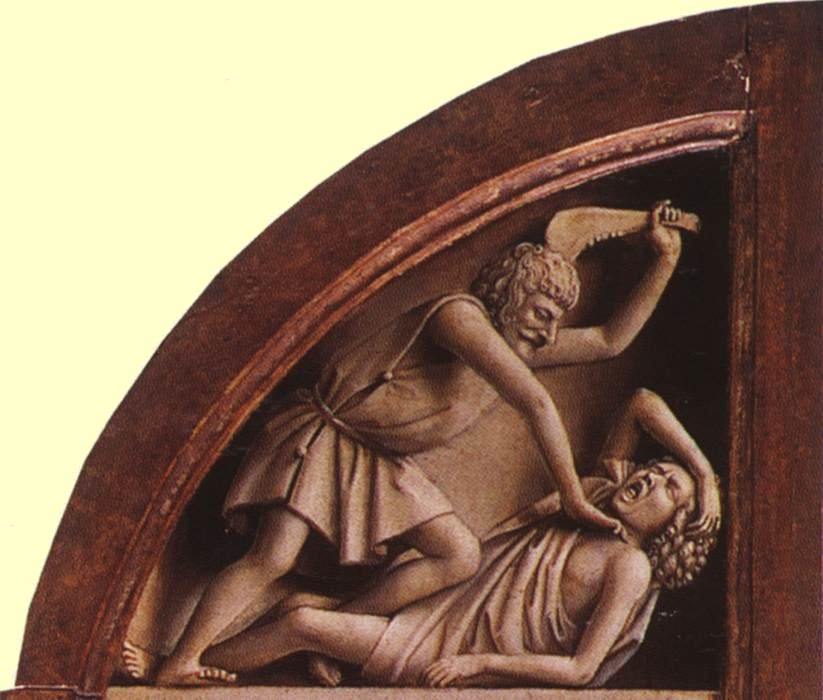
Die Ermordung Abels durch Kain; Detail des Genter Altars von Jan van Eyck

Huberth sah die Erzählung als „Kain- und Abel-Geschichte“, wobei sich die biblische Vorlage in der Wirklichkeit kompliziere: das Motiv der Tat bleibe im Dunklen, die Tötungshandlung erstrecke sich über Jahrzehnte, Kain trete am Ende nicht Gott als Richter gegenüber, sondern seinem Opfer Abel. Die biblische Vorlage lasse sich auch auf die gesamte Gesellschaft der DDR übertragen, indem die Staatssicherheit den Brudermord an den oppositionellen „Brüdern“ durch Zersetzungsmaßnahmen verübe.
Auch der Tonfall der Erzählung verweist mehrmals auf die Bibel. Zum ersten Mal wechselt er, als der Erzähler die Literatur entdeckt: „Zu jener Zeit begab es sich“ – ein Tonfall, der sogleich als „lächerlich“ abgetan wird. Doch die Wendung weckt gleichermaßen Anklänge an das 1. Buch Moses und die biblische Darstellung von Kain und Abel wie an die Weihnachtsgeschichte, die Geburt Jesu Christi, dessen gesellschaftliches Wirken von den Herrschern ebenfalls als Subversion wahrgenommen wurde. Auch aus dem letzten Abschnitt lässt sich der sprachliche Duktus des Neuen Testaments extrahieren: „Das glaube ich. Ich habe es gesehen. […] Was soll ich jetzt tun?“, „Geh zu den andern und sage ihnen: ‚Ja, es ist wahr‘.“ Die Katharsis des Gesprächs wird in ein religiöses Ritual gebannt, was sich jedoch nicht lange aufrechterhalten lässt. Am Ende gesteht der Erzähler seine Ratlosigkeit: „Ich weiß es nicht.“

### Wirklichkeit und Unwirklichkeit
Zwei beinahe identische Abschnitte, zwischen denen historisch die Wende und die Akteneinsicht liegen, enden mit fast gleichlautenden Formulierungen: „Mein Text klebt eben gewaltig an der wirklichen Wirklichkeit. Anders wäre es mir lieber.“ Und: „Mein Text klebt eben gewaltig an der wirklichen Unwirklichkeit. Anders wäre es mir lieber.“ Die Sätze haben im jeweiligen Kontext ganz unterschiedliche Bedeutungen. Beim ersten Abschnitt ist der Autor im erzählerischen Problem befangen, dass sein Text, den er von jeder Historizität frei halten will, immer wieder nach einem konkreten Zeitbezug verlangt. Durch die Akteneinsicht wird jedoch die „wirkliche Wirklichkeit“ der Biografie des Erzählers zu einer „wirklichen Unwirklichkeit“, einer Realität, die der Betroffene nicht wahrhaben will und in Fiktion umdeuten möchte.
Als Reaktion auf das enttäuschte Vertrauen folgt am Ende die Flucht in die Empirie: Geglaubt wird nur noch, was gesehen wird; die Geschichte bleibt unvollständig, solange nicht alle Einzelheiten bekannt sind. Letztlich sah Huberth den Erzähler durch die eigene Schreibhemmung daran gehindert, seine Geschichte vollständig zu erzählen. Sie habe auch kein Ende, da die Brüder unauflöslich lebenslang verbunden bleiben.

## Rezeption

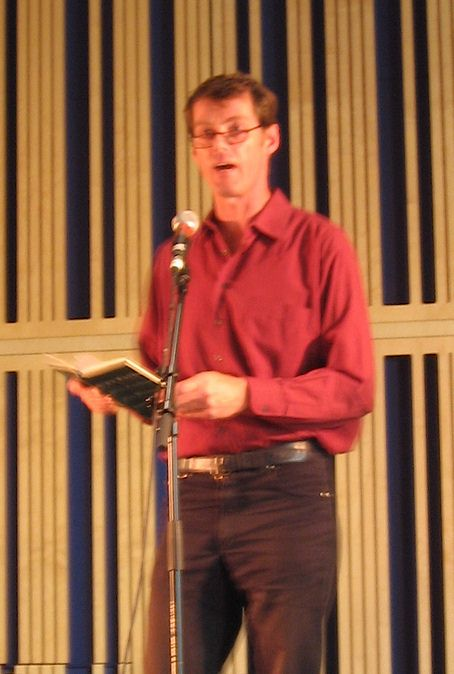
Uwe Kolbe im Jahr 2006

Für Die Sache mit B. wurde Schädlich im Jahr 1992 von der Jury des Berliner Literaturpreises mit der Johannes-Bobrowski-Medaille ausgezeichnet. Die Erzählung wurde zum meistübersetzten Werk Schädlichs. Laut Yaak Karsunke war „Schädlich als erstem ein literarischer Text zum Stasi-Komplex gelungen.“ Maike Albath nannte die Erzählung „[k]eine auftrumpfende Abrechnung, sondern ein schmuckloses Protokoll, präzise und karg. Es ist das beklemmende Zeugnis eines Verrats.“ Auch Franz Huberth verwendete die Vokabel „beklemmend“. Für ihn wurde durch die literarischen Mittel „aus Schädlichs Text autobiographische Literatur, die ihre Dichte nicht durch Inhalte, sondern durch Sprache gewinnt und damit weit über das rein Private hinausgeht.“ Heinz Ludwig Arnold sprach schlicht von „einem eindrucksvollen Text“. Für Uwe Kolbe verstand es Schädlich „ganz kalt, ganz sezierend mit einem unerhörten Abstand diese Geschichte zu erzählen.“ Er veröffentlichte selbst im Jahr 2003 unter dem Titel Die Sache mit V. eine Reminiszenz auf Schädlichs Erzählung, die er auf seine eigene Familiengeschichte und seinen Vater übertrug. Walter Hinck betonte die „persönliche Unmittelbarkeit“ in Schädlichs Bearbeitung und zog bezüglich des Themas der Manipulation und Überwachung, das einige Jahre zuvor bereits seinen Roman Tallhover geprägt hatte, das Fazit: „Wenn je ein Autor von seinem literarischen Thema in der Wirklichkeit eingeholt worden ist, dann ist es Hans Joachim Schädlich.“

### Textausgaben
- Hans Joachim Schädlich: Die Sache mit B. In: Kursbuch 109, 9/1992, S. 81–89.
- Hans Joachim Schädlich: Die Sache mit B. In: Stiftung Preußische Seehandlung (Hrsg.): Der Berliner Literaturpreis 1992. Gatza, Berlin 1992, ISBN 3-928262-12-2, S. 71–83.
- Hans Joachim Schädlich: Die Sache mit B. In: Wulf Segebrecht (Hrsg.): Auskünfte von und über Hans Joachim Schädlich. Fußnoten zur Literatur. Universität Bamberg, Bamberg 1995, ISSN 0723-2950 S. 10–18.
- Hans Joachim Schädlich: Die Sache mit B. In: Verena Auffermann (Hrsg.): Beste deutsche Erzähler 2000. DVA, Stuttgart 2000, ISBN 3-421-05386-3, S. 41–64.

### Sekundärliteratur
- Franz Huberth: Aufklärung zwischen den Zeilen. Die Stasi als Thema in der Literatur. Böhlau, Köln 2003, ISBN 3-412-03503-3, S. 252–257.